# Барил Клавдія Федорівна
Барил Клавдія Федорівна (нар. 18 березня 1949,  Великі Солонці) — українська артистка, заслужена артистка України, народна артистка України.

## Біографічні відомості
18 березня 1949 року у с. Великі Солонці Полтавського району Полтавської обл., в сім'ї селянина.
В 1968 році закінчила Дніпропетровське театральне училище. Відразу по закінченню училища (1968 р.) була запрошенна у Вінницький музично-драматичний театр ім. М.Садовського на посаду артистки драми.
12 жовтня 1993 року, указом Президента України Леоніда Кравчука отримала звання Заслуженої артистки України. А 26 березня 2004 року указом Президента України Леоніда Кучми, Клавдії Федорівні було присвоєне почесне звання Народної артистки України.

## Ролі у театрі
Клавдія Барил є провідною артисткою Вінницького театру ім. М.Садовського. Понад 170 сценічних образів втілила Клавдія Федорівна на сцені вінницького театру. Глядачам добре відомі її ролі у спектаклях:

Осіння мелодія. Репетиція. Нар. Арт. України К. Барил, Нар. Арт. України В. Селезньов, Нар. Арт. України В. Прусс

- Мати Марусі — «Маруся Чурай» (Л. Костенко). Реж. — В. Селезньов,
- Дженні, дружина Ферекіса — «Потрібен брехун» (Д. Псафаса). Реж. — В. Селезнов,
- Ганна Андріївна, дружина городничого — «Ревізор» (М. Гоголя). Реж. — В. Селезньов,
- Мати Марії Хосефи — «Дім Бернарди Альби» (Ф. Г. Лорка). Реж. — Славінська Таїсія Дмитрівна,
- Настя — «Украдене щастя» (І. Франка). Реж. — А. Канцедайло,
- Марселіна — «Шалений день, або одруження Фігаро» (Бомарше). Реж. — В. Селезньов,
- Дружина Вадима — «Осіння мелодія» (В. Селезньова). Реж. — В. Селезньов,
- Леоні — «Жахливі батьки» (Ж. Кокто). Реж. — А. Суханов,
- Клеопатра Львівна — «Так виходять у люди» (О. Островського). Реж. — В. Селезньов,
- Наталя — «Незакінчена історія» (В. Селезньова). Реж. — В. Селезньов,
- Габі — «Вісім люблячих жінок» [Архівовано 26 грудня 2010 у Wayback Machine.] (Р.Тома). Реж. — Славінська Таїсія Дмитрівна

та у багатьох інших.

## Ролі у кіно
- «Батьківщина Северяна Белканія»,
- «Повернення Мухтара»,
- «Моцарт»,
- «Фатальна помилка».